# 和田合戰
和田合戰（日语：／）是鎌倉時代初期建曆3年（1213年）5月，由鎌倉幕府侍所別當・和田義盛領導的叛亂。
和田義盛纠合姻族・橫山黨、同族・三浦義村等御家人计划發起政變打倒二代執權・北條義時。和田一族及其同夥襲擊將軍御所，但因三浦義村倒戈而事情敗露，後雙方在鎌倉展開巷戰。戰鬥持續了長達兩天，最後幕府軍以兵力優勢鎮壓了叛亂。

## 背景
在梶原景時、比企能員、畠山重忠等有力御家人相繼衰敗後，鎌倉幕府創業功臣及三浦氏長老・和田義盛成為反北條氏御家人的中心。
承元3年(1209)5月，和田義盛向三代將軍・源實朝請求推薦其出任上總國國司，源實朝向母親・北條政子尋求意見，政子以初代將軍・源賴朝時代的先例為原則表示應予以拒絕。後，後鳥羽上皇的院近臣・藤原秀康就任上總介，和田義盛的請求沒能實現。
建曆3年（1213年）2月，信濃國御家人・泉親衡意圖擁立二代將軍・源賴家遺孤・千壽丸為將軍，後計畫遭幕府發覺，史稱泉親衡之亂；和田義盛之子・和田義直、和田義重及外甥・和田胤長因受上述事件牽連而遭到逮捕。為此，已告老還鄉，住在上總國・伊北莊的和田義盛前往鐮倉拜見源實朝。3月8日，源實朝以和田義盛的功勳為由赦免其子。3月9日，和田義盛率領一族98人請求赦免和田胤長，然而和田胤長卻在一族面前被北條義時被官・金窪行親及安東忠家以反綁雙手的方式扣押走，爾後被流放至陸奧國。和田義盛及其族人因此停止御所出仕。
建曆3年（1213年）3月25日，和田義盛請求拜領原和田胤長位於荏柄天神社前的宅邸(該宅邸接近將軍御所)，源實朝予以同意；然4月2日，北條義時將該地收公。4月15日，和田義盛之孫，且為源實朝的近臣・和田朝盛出家。4月27日，源實朝派遣使者至和田義盛處，試圖安撫和田義盛；後使者回報，和田義盛表示，對將軍全無恨意，然北條義時獨斷專行，近日年輕武士意欲起兵，和田義盛多番勸諫，但不被接受，故事已至此。

## 過程
建曆3年（1213年）5月2日，八田知重發覺有武士集結於和田義盛宅邸，立即向大江廣元報告，正在舉行宴會的大江廣元得知後迅速奔向御所。三浦義村原先承諾支援和田義盛攻擊御所北門，卻突然倒戈，向北條義時報告和田義盛舉兵的消息，正在舉行棋會的北條義時也立刻前往守護御所。申時(下午4點左右)，和田義盛、土屋義清等150騎兵分三路，襲擊御所、北條義時宅邸及大江廣元宅邸。源實朝從御所北門脫逃，逃入源賴朝的墓所・法華堂。和田義盛三子・朝比奈義秀攻入御所，並縱火將之燒毀。
建曆3年（1213年）5月3日，寅時(上午4點左右)，和田義盛同夥・横山時兼等武藏國武士抵達鎌倉。辰時(上午8點左右)，曾我氏、中村氏等西相模御家人也抵達鐮倉，源實朝發出親署花押的御教書，表示擁護將軍的執權方為官軍。幕府軍逐漸掌握優勢，酉時(下午6點)，因悲慟於愛子・和田義直戰死，和田義盛喪失鬥志，後為江戶能範的部下斬殺，享年67歲；朝比奈義秀等500騎分乘6船逃往安房。叛亂被徹底鎮壓，戰歿的和田氏及其同黨234名被梟首於固瀬川河邊。

## 戰後
合戰結束後，源實朝向京都發出御教書，命令在京御家人誅殺潛藏於京都的和田殘黨。5月4日，源實朝檢視位於固瀨川的和田方首級，並犒賞幕府軍的負傷者，對功勳進行評定；空缺的侍所別當一職由北條義時出任，北條義時也因功勳取得鐮倉郊區的山内莊，並在此興建「得宗」的宅邸。5月9日，源實朝命令在京御家人嚴守院御所。12月3日，源實朝前往壽福寺，為在和田合戰中喪命的將士們祈福。
建保2年(1214年)11月13日，和田殘黨擁立二代將軍・源賴家之子・榮實，在京都起事，遭六波羅軍鎮壓，榮實後自害。

## 參戰者

### 幕府軍
- 源實朝
- 北條義時
- 北條時房（日语：北条時房）
- 北條泰時
- 北條朝時（日语：北条朝時）
- 三浦義村
- 三浦胤義（日语：三浦胤義）
- 大江廣元
- 結城朝光（日语：結城朝光）
- 八田知重（日语：小田知重）
- 八田知尚（日语：八田知尚）
- 足利義氏
- 武田信光
- 武田信忠
- 五十嵐小豐次
- 葛貫盛重
- 新野景直
- 禮羽蓮乗
- 高井重茂
- 波多野忠綱（日语：波多野忠綱）
- 波多野經朝（日语：波多野経朝）
- 波多野朝定（日语：波多野朝定）
- 潮田實季
- 山田宗高
- 千葉成胤（日语：千葉成胤）
- 源頼茂（日语：源頼茂）
- 佐佐木義清（日语：佐々木義清）
- 由利維久
- 小物資政
- 難波定長
- 弁覺
- 長尾景茂（日语：長尾景茂）
- 長尾胤景
- 小代行平（日语：小代行平）
- 伊具盛重
- 大江義範
- 伊賀朝光（日语：伊賀朝光）
- 平盛綱

### 和田軍
- 和田義盛（日语：和田義盛）
- 和田常盛（日语：和田常盛）
- 和田朝盛（日语：和田朝盛）
- 朝比奈義秀（日语：朝比奈義秀）
- 和田義直（日语：和田義直）
- 和田義重（日语：和田義重）
- 和田義信（日语：和田義信）
- 和田秀盛（日语：和田秀盛）
- 土屋義清（日语：土屋義清）
- 古郡保忠
- 渋谷高重（日语：渋谷高重）
- 中山重政
- 中山行重
- 土肥維平（日语：土肥維平）
- 岡崎實忠
- 梶原朝景（日语：梶原朝景）
- 大庭景兼（日语：大庭景兼）
- 深澤景家
- 大方政直
- 塩谷惟守（日语：塩谷惟守）
- 横山時兼（日语：横山時兼）
- 波多野盛通（日语：波多野盛通）
- 横山知宗
- 横山時安
- 土方遠政
- 屋那井重元
- 粟飯原貞西
- 岡信宗
- 平山季春

## 關連項目
- 泉親衡之亂（日语：泉親衡の乱）
- 和田塚車站
- 草燃える（日语：草燃える）